# Subkritisk strömning
Subkritisk kanalströmning eller strömmande eller långsamflytande förhållanden kallas det normala strömningsförhållandet som oftast råder i de flesta kanaler, öppna diken, åar och floder.

## Definition
Subkritisk strömning definieras av att Froudes tal understiger 1. Då är våghastigheten större än vattnets medelhastighet, vilket innebär att eventuella strömningsstörningar fortplantar sig uppströms. Det verkliga vattendjupet i en given längdsektion av vattendraget avgörs då av strömningsförhållandena nerströms denna längdsektion. Då är också bottenlutningen svag i vattendraget.